# Ljustjärnen (Karlskoga socken, Värmland)
Ljustjärnen är en sjö i Karlskoga kommun i Värmland och ingår i Göta älvs huvudavrinningsområde. Sjön är 8,9 meter djup, har en yta på 0,0291 kvadratkilometer och befinner sig 160 meter över havet.
Sjön ingår i naturreservatet Trehörningen.